# Långskogen, Härjedalens kommun
Långskogen är en by cirka 10 km öster om Sveg, på norra sidan av Ljusnan utmed E45 i Härjedalens kommun. Långskogen har cirka 10 invånare.[källa behövs]